# ゲフィオン族

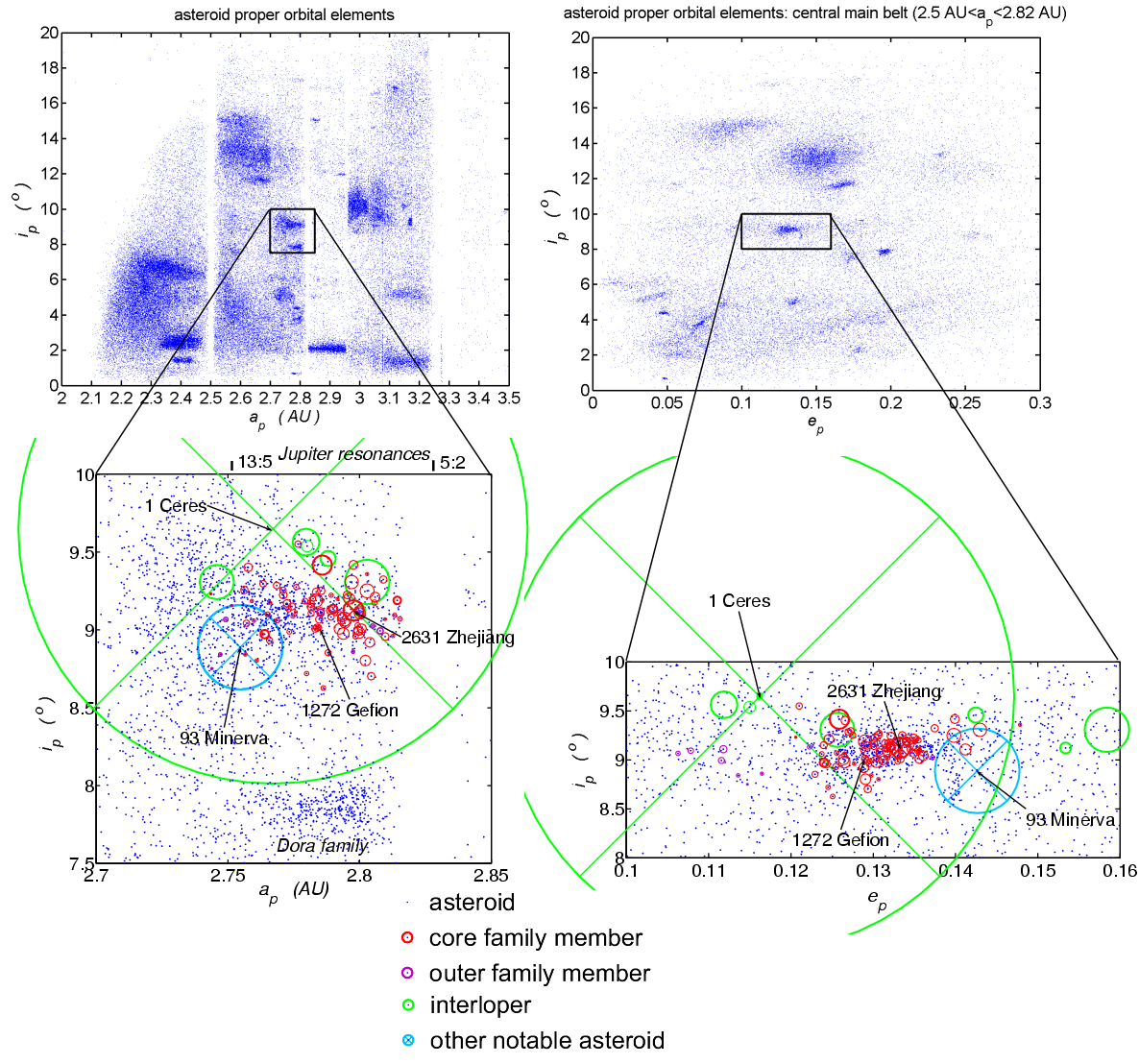
Location and structure of the Gefion family.

ゲフィオン族（ゲフィオンぞく、Gefion Family）は、小惑星帯（メインベルト）にある小惑星族の一つで、S型小惑星によって構成されている。
ゲフィオン族のメンバーは、おおむね以下の範囲内に固有軌道要素を持つ。
|     | ap      | ep    | ip   |
| --- | ------- | ----- | ---- |
| min | 2.74 AU | 0.120 | 8.6° |
| max | 2.82 AU | 0.148 | 9.6° |

コアメンバーの接触軌道要素は以下の範囲内にある。
|     | a       | e     | i     |
| --- | ------- | ----- | ----- |
| min | 2.74 AU | 0.081 | 7.4°  |
| max | 2.82 AU | 0.18  | 10.5° |

この小惑星族は、かつては (1) ケレス（小惑星帯で最大の天体）や (93) ミネルバなどを含むと考えられており、ケレス族またはミネルヴァ族と呼ばれていた。しかし、スペクトル分析によってそれら最大級のメンバーは他の大部分のメンバーとスペクトルのタイプが異なり、実は侵入者だったことが明らかになった。その他の侵入小惑星としては (255) オッパヴィア、(374) ブルグンディア、(2507) ボボネ、(2559) Svobodaなども知られている。残されたメンバーのうちで最も若い番号を持っているのが (1272) ゲフィオンだったため、ゲフィオン族と呼ばれるようになった。
しかしながらこの小惑星族はかなり大きく、21世紀初頭に作られた固有軌道データベースからは766個（全体の約0.8%）が確認できる。
(2631) Zhejiangは直径34kmで、直径がほぼ確実にわかっているメンバーの中では最も大きい。ただし、より明るい (2911) Miahelenaが0.025という同じ（非常に低い）アルベドを持っているとすれば、直径はおよそ47kmになる。
ゲフィオン族の小惑星の一覧は英語版ウィキペディアを、ケレス族と呼ばれていた当時の一覧はアリゾナ大学のサイトを参照。